# Marion Meadows
Marion Meadows (Beckley, West Virginia, 1962. július 24. –) amerikai dzsesszzenész, szoprán- és tenorszaxofonos, zeneszerző. Elsősorban smooth dzsesszt játszik.

## Pályafutása
Nyugat-Virginiában született, Connecticutban nőtt fel, a Rippowam High Schoolon tanult. Nyolc éves korától klasszikus zenét tanult. A különböző típusú zenék iránti szenvedélye miatt számos dzsesszzenész, köztük Stanley Turrentine, Sidney Bichet, Johnny Hodges, Duke Ellington és Coleman Hawkins voltak mintái. Meadows már középiskolai zenekarával európai utazást tett. Eredetileg csak hobbijának tartotta a szaxofont, amíg meg nem látta, hogyan reagálnak játékára diáktársai Hollandiában, Olaszországban és Ausztriában.
Első albuma a For Lovers Only volt (1990). Számos más kereskedelmileg is sikeres albuma jelent meg. Egy időben jelentős szerepet kapott a smooth jazz rádiókban. Sok nemzetközi turnéban vett részt.

## Albumok
- For Lovers Only (1990)
- Keep It Right There (1992)
- Forbidden Fruit (1994)
- Body Rhythm (1995)
- Pleasure (1997)
- Another Side of Midnight (1999)
- Next To You (2000)
- In Deep (2002)
- Player's Club (2004)
- Dressed to Chill (2006)
- Secrets (2009)
- Whisper (2013)
- Soul Traveler (2015)
- Soul City (2018)
- Christmas With You (2019)
- Twice as Nice (2021)